# Rafael Redwitz
Rafael Redwitz (ur. 12 sierpnia 1980 w Kurytybie) – brazylijski siatkarz, grający na pozycji rozgrywającego.
W 2013 roku został obywatelem Francji, dzięki czemu został powołany do składu reprezentacji na Ligę Światową.
Ma żonę o imieniu Marion.

## Przebieg kariery
| Lata                      | Klub                   |          |          |          |          |          |          |          |          |          |
| Siatkarz                  | Siatkarz               | Siatkarz | Siatkarz | Siatkarz | Siatkarz | Siatkarz | Siatkarz | Siatkarz | Siatkarz | Siatkarz |
| ------------------------- | ---------------------- | -------- | -------- | -------- | -------- | -------- | -------- | -------- | -------- | -------- |
| 2003–2004                 | Andora TX              |          |          |          |          |          |          |          |          |          |
| 2004–2005                 | Arago de Sète          |          |          |          |          |          |          |          |          |          |
| 2005–2008                 | Paris Volley           |          |          |          |          |          |          |          |          |          |
| 2008–2009                 | Yoga Forlì             |          |          |          |          |          |          |          |          |          |
| 2009–2010                 | Asseco Resovia Rzeszów |          |          |          |          |          |          |          |          |          |
| 2010–2012                 | Tours VB               |          |          |          |          |          |          |          |          |          |
| 2012–2013                 | Iskra Odincowo         |          |          |          |          |          |          |          |          |          |
| 2013–2015                 | Montpellier UC         |          |          |          |          |          |          |          |          |          |
| 2015–2016                 | AZS Częstochowa        |          |          |          |          |          |          |          |          |          |
| 2016–2018                 | Arago de Sète          |          |          |          |          |          |          |          |          |          |
| 2018 (do 13.12.2018)      | Asseco Resovia Rzeszów |          |          |          |          |          |          |          |          |          |
| 2018–2019 (od 23.12.2018) | VfB Friedrichshafen    |          |          |          |          |          |          |          |          |          |
| 2019–2020                 | Narbonne Volley        |          |          |          |          |          |          |          |          |          |
| 2020–2021                 | Consar Rawenna         |          |          |          |          |          |          |          |          |          |
| Trener                    |                        |          |          |          |          |          |          |          |          |          |
| 2021–                     | Nice VB                |          |          |          |          |          |          |          |          |          |

## Sukcesy klubowe
Mistrzostwo Francji:
- 2006, 2007, 2008, 2012
- 2005, 2011

Superpuchar Francji:
- 2006

Mistrzostwo Polski:
- 2010

Puchar Francji:
- 2011

Puchar Niemiec:
- 2019

Mistrzostwo Niemiec:
- 2019

## Sukcesy reprezentacyjne
Puchar Ameryki:
- 2007

## Nagrody indywidualne
- 2008: MVP i najlepszy rozgrywający ligi francuskiej
- 2010: Najlepszy rozgrywający Pucharu Polski
- 2012: Najlepszy rozgrywający ligi francuskiej